# Lindneromyia maggioncaldai
Lindneromyia maggioncaldai är en tvåvingeart som först beskrevs av Kessel 1967.  Lindneromyia maggioncaldai ingår i släktet Lindneromyia och familjen svampflugor. Inga underarter finns listade i Catalogue of Life.